# Kirchspielslandgemeinde Viöl
Die Kirchspielslandgemeinde Viöl war eine Gemeinde im Kreis Husum (vom 1. Oktober 1932 bis zum 30. September 1933 Kreis Husum-Eiderstedt).

## Geographie

### Fläche und Einwohnerzahl
Die Kirchspielslandgemeinde hatte am 16. Juni 1925 insgesamt 2547 Einwohner an 28 Wohnplätzen. Am 1. Oktober 1930 betrug ihre Fläche 96,10 km².

### Nachbargemeinden
Nachbargemeinden waren im Uhrzeigersinn im Norden beginnend die Kirchspielslandgemeinde Joldelund (im Kreis Husum), die Gemeinden Sillerup, Jörl, Süderhackstedt und Sollerup (alle im Kreis Flensburg-Land), die Gemeinde Treia (im Kreis Schleswig) sowie die Kirchspielslandgemeinden Schwesing und Drelsdorf (beide wiederum im Kreis Husum).

## Geschichte
Mit der Verordnung vom 22. September 1867 wurden in der preußischen Provinz Schleswig-Holstein die selbständigen Landgemeinden eingeführt. Anders als im übrigen Provinzgebiet gab es im Westen Schleswig-Holsteins, nämlich in Dithmarschen und im Kreis Husum, eine besondere Form der kommunalen Verwaltung. Diese wurde unangetastet übernommen. So wurden aus den Gebieten der Kirchspiele, in denen bereits weltliche Strukturen vorhanden waren, politische Gemeinden, die Kirchspielslandgemeinden.
Die in den Kirchspielslandgemeinden als „Untereinheit“ vorhandenen Dorfschaften und Dorfgemeinden wurden in der Regel am 1. April 1934 zu selbständigen Gemeinden. Die Kirchspielslandgemeinde Viöl wurde am 1. April 1934 in die 16 Gemeinden Behrendorf, Bondelum, Boxlund, Brook, Eckstock, Haselund, Hoxtrup, Kollund, Kragelund, Löwenstedt, Norstedt, Ostenau, Pobüll, Sollwitt, Spinkebüll und Viöl aufgeteilt.
Am 1. Dezember 1934 wurde durch mehrere Zusammenschlüsse die Anzahl der Nachfolgegemeinden wieder auf acht reduziert:
- Haselund, Brook und Kollund wurden zur Gemeinde Haselund zusammengeschlossen.
- Hoxtrup und Kragelund wurden zur Gemeinde Hoxtrup zusammengeschlossen.
- Löwenstedt und Ostenau wurden zur Gemeinde Löwenstedt zusammengeschlossen.
- Norstedt und Spinkebüll wurden zur Gemeinde Norstedt zusammengeschlossen.
- Sollwitt und Pobüll wurden zur Gemeinde Sollwitt zusammengeschlossen.
- Viöl, Boxlund und Eckstock wurden zur Gemeinde Viöl zusammengeschlossen.